# 顔でかーい
「顔でかーい」（かおでかーい）は、音楽バンドのFuntaの1枚目のシングル。

## 概要
「顔でかーい」はFuntaのデビュー曲。カップリング曲には、同じくFuntaが歌う「It's a happy world」が収録されている。オリコンランキング最高は86位だった。タワーレコード渋谷店のシングルランキングでは9位（1998年1月19日〜25日の集計）を記録した。
「顔でかーい」はフジテレビおよび系列各局で放送されたテレビアニメ『ドクタースランプ』の前期オープニングテーマとして、第1話から第28話（1997年11月26日から1998年8月5日）まで使用されたほか、タイトルコールや次回予告のBGMとしても使用されていたが、歌詞の内容が差別や中傷を含んでいるとの苦情が殺到し、教育委員会からも抗議を受けた結果、29話よりオープニングテーマが変更されることとなった。ドクター・スランプ ― オリジナル・サウンドトラックのほか「Jアニメ TV主題歌大全集」（日本コロムビア）にも収録されている。

## 収録曲
1. 顔でかーい
作詞：U子 作曲：Hide（吉見）、U子 編曲：Hide（吉見）[4] 歌：Funta
2. It's a happy world
歌：Funta
3. 顔でかーい (オリジナルカラオケ)